# Oospila ambusta
Oospila ambusta är en fjärilsart som beskrevs av W. Warren 1900. Oospila ambusta ingår i släktet Oospila och familjen mätare. Inga underarter finns listade i Catalogue of Life.